# Urugwaj (rzeka)
Urugwaj (hiszp. Río Uruguay, port. Rio Uruguai) – rzeka w Ameryce Południowej, na terytorium Brazylii, Urugwaju i Argentyny. Jej długość wynosi 2200 km, a powierzchnia dorzecza 307 tys. km².
Jej źródła znajdują się w południowej części Wyżyny Brazylijskiej w górach Serra do Mar, w odległości zaledwie kilkudziesięciu kilometrów od wybrzeża Oceanu Atlantyckiego. Płynąc dalej w głąb kontynentu, wyznacza granicę między brazylijskimi stanami Santa Catarina i Rio Grande do Sul, a później granicę państwową między Argentyną a Brazylią oraz Argentyną a Urugwajem. Uchodzi do Oceanu Atlantyckiego, gdzie wraz z rzeką Paraną tworzy estuarium La Plata. Ważniejsze dopływy to Rio Negro i Ibicuí.
Rzeka Urugwaj jest żeglowna od miasta Salto, dla statków morskich dostępna jest do miasta Paysandú. Ważniejsze miasta nad rzeką Urugwaj to: Uruguaiana, Concordia, Salto, Paysandú, Concepción del Uruguay.
Nazwa rzeki to zniekształcona przez Hiszpanów nazwa w języku guarani, a która znaczy tyle, co „rzeka malowanych ptaków”.

## Przeprawy
Rzekę przecina osiem mostów: 
- pomiędzy Argentyną i Brazylią 
  - most łączący Paso de los Libres i Rio Grande do Sul – Puente Internacional Agustín P. Justo – Getúlio Vargas
  - most łączący Santo Tomé (Corrientes) i São Borja – Puente de la Integración
- pomiędzy Argentyną i Urugwajem:
  - most łączący Gualeguaychú i Fray Bentos – Puente Libertador General San Martín
  - most łączący Paysandú i Colón – Puente General Artigas
  - tama Salto Grande łącząca Salto i Concordia
  - na terenie Brazylii : 2 tamy w miejscowościach Itá, Machadinho i Puente Palmitos-Iraí